# Една (Канзас)
Една (англ. Edna) — місто (англ. city) в США, в окрузі Лабетт штату Канзас. Населення — 388 осіб (2020).

## Географія
Една розташована за координатами 37°3′32″ пн. ш. 95°21′32″ зх. д. / 37.05889° пн. ш. 95.35889° зх. д. (37.058817, -95.358904).  За даними Бюро перепису населення США в 2010 році місто мало площу 0,93 км², уся площа — суходіл. В 2017 році площа становила 0,99 км², уся площа — суходіл.

## Демографія
Згідно з переписом 2010 року, у місті мешкали 442 особи в 183 домогосподарствах у складі 122 родин. Густота населення становила 476 осіб/км².  Було 219 помешкань (236/км²).
Расовий склад населення:
| - 88,7 % — білих - 3,4 % — корінних американців |

До двох чи більше рас належало 7,0 %. Частка іспаномовних становила 2,3 % від усіх жителів.
За віковим діапазоном населення розподілялося таким чином: 25,3 % — особи молодші 18 років, 57,3 % — особи у віці 18—64 років, 17,4 % — особи у віці 65 років та старші. Медіана віку мешканця становила 39,7 року. На 100 осіб жіночої статі у місті припадало 96,4 чоловіків;  на 100 жінок у віці від 18 років та старших — 88,6 чоловіків також старших 18 років.
Середній дохід на одне домашнє господарство  становив 55 874 долари США (медіана — 52 375), а середній дохід на одну сім'ю — 66 711 долар (медіана — 64 643). Медіана доходів становила 46 167 доларів для чоловіків та 32 083 долари для жінок. За межею бідності перебувало 6,5 % осіб, у тому числі 4,2 % дітей у віці до 18 років та 13,0 % осіб у віці 65 років та старших.
Цивільне працевлаштоване населення становило 203 особи. Основні галузі зайнятості: освіта, охорона здоров'я та соціальна допомога — 26,1 %, виробництво — 19,7 %, роздрібна торгівля — 13,8 %, транспорт — 10,8 %.